# Низовая Яковенщина
Низовая Яковенщина (укр. Низова Яковенщина) — село,
Великобузовский сельский совет,
Шишацкий район,
Полтавская область,
Украина.
Код КОАТУУ — 5325780506. Население по переписи 2001 года составляло 38 человек.

## Географическое положение
Село Низовая Яковенщина примыкает к сёлам Великая Бузова и Демьянки.
По селу протекает пересыхающий ручей с запрудой.
Через село проходит автомобильная дорога Т-1720.